# 시로바코의 에피소드 목록
시로바코(SHIROBAKO)는 P.A. 웍스가 제작했고 미즈시마 츠토무가 감독을 맡은 오리지널 애니메이션이다.  이 애니메이션은 도쿄 MX에서 2014년 10월 9일부터 방영되기 시작했다. 각본은 요코테 미치코, 음악은 하마구치 시로가 맡았다. 12화까지의 오프닝 테마는 이시다 요오코가 부른 'Colorful Box'이고, 엔딩 테마는 미야모리 아오이(키무라 쥬리), 야스하라 에마(요시무라 하루카), 사사키 시즈카(치스가 하루카)가 부른 'Animetic Love Letter'이다. 제 1화의 오프닝 테마는 '엑소더스'의 성우 역을 맡고 있는 나카하라 마이, 이토 시즈카, 카야노 아이로 구성된 그룹인 '트레이시'가 부른 "아임 쏘리 Exodus"(あいむそーりーEXODUS)이다. 이후 13화부터의 오프닝 테마는 오쿠이 마사미가 부른 '보물상자 -TREASURE BOX-'이고, 엔딩 테마는 미야모리 아오이(키무라 쥬리)를 비롯한 주요 등장인물 5명이 부른 '플래티나 제트'이다.
애니플러스 방영일자는 일본 방영일자의 일주일 뒤이다.

## 방영 목록 (1화 ~ 12화)
| No. | 제목 | 방영일자         |
| --- | --- | ---------------- |
| 1 | 〈내일을 향해 엑소더스!〉(明日に向かって、えくそだすっ!)                                                                              | 2014년 10월 9일  |
| 카미노미야 고등학교 애니메이션 동호회 부원이자 서로 친한 친구인 미야모리 아오이, 야스하라 에마, 사사키 시즈카, 아마이 미도리는, 언젠가는 모여서 애니메이션을 만들어보자고 약속한다. 2년 반이 지난 뒤, 아오이는 가을 분기에 방영되는 애니메이션인 '엑소더스'를 제작하는 무사시노 애니메이션의 제작 진행으로서 일하게 된다. 아오이는 애니메이션 제 4화의 작화감독인 세가와 미사토를 방문하여 직감이 완료된 애니메이션을 찾아온다. 그런 뒤 스튜디오로 돌아오니 애니메이터인 에마를 제외한 모든 스텝들이 엑소더스의 첫 방영을 시청한다. 애니메이션이 첫 방영되자 인터넷에는 그럭저럭 괜찮다는 평이 올라와서 모두들 안심한다. 나중에, 세 번째 에피소드를 시연하는 동안, 다른 제작 진행인 타카나시 타로는 키 프레임을 완성하지 못해서 애니메이션의 품질을 불완전한 상태로 남겨둔다. 해당 키 프레임을 완성할 다른 키 애니메이터가 없기 때문에 스텝들은 세가와에게 갔고, 세가와는 라이벌인, 제 3화의 원화가 엔도 료스케의 요청으로 추가 작업을 하기로 한다. 일단 프레임에 완료되자, 아오이는 그 프레임을 찾아서 연출가인 마도카에게 전해주어 더빙을 하게 한다. 그런 다음에 세가와의 집에 들리게 되는데, 세가와가 바닥에 쓰러져 있는 것을 발견하게 된다. | |                  |
| 2 | 〈아루핀은 있어요〉(あるぴんはいます!)                                                                                                | 2014년 10월 16일 |
| 고열로 인한 심각한 어지러움으로 쓰러진 세가와를 침대에 눕혀서 쉬게 한 뒤, 아오이는 료스케에게 제 4화에 대한 원화를 맡아 달라고 부탁한다. 제작이 지속되는 동안, 원화가인 에마는 막 성우 활동을 시작한 시즈카에게 전화를 하고, 이번 달 내로 언젠가 만나자는 약속이 유효함을 확인한다. 에마는 그런 뒤, 시즈카에게 그녀와 아오이는 일하는 동안 별로 같이 일하지 못한다고 알려주고, 아오이는 에피소드 2개 제작에 대해 책임이 있어서 엄청난 일거리를 처리해야 하는 것으로 보인다고 전했다. 나중에, 엑소더스의 후속 제작에 대한 음향효과 작업 중에, 감독인 키노시타 세이이치는 '아루핀'에 대한 캐릭터 디자인에 불만족을 드러낸다. 그는 이어서 아루핀이 가진 생각에 기반하여 캐릭터 디자인을 좀더 고뇌가 있고 성숙한 모습으로 바꾸자고 제안했는데, 이는 이미 제작 단계에 들어간 원화와 맞지 않는 것이었다. 결과적으로, 이렇게 한다면 해당 장면에 대한 원화작업을 전부 다시 해야 한다는 것을 의미해서 히로노리는 결사적으로 반대한다. 그런 뒤, 세이이치가 감독을 맡은 이전작 '탱글탱글 천국' 역시 같은 상황이 발생하여 일정이 틀어졌을 뿐만 아니라 에산도 부족하게 된 적이 있다는 사실도 알려졌다. 어떻게 해야 할 지 확신하지 못한 상황에서, 아오이는 주인공의 성격과 뒷배경을 완전하게 결정하기 위해 나머지 스태프들도 모여서 회의를 열어 보자고 제안했다. 토론과 열띤 논쟁을 벌인 뒤에 스탭들은 감독의 의견대로 내용을 바꾸자는 것에 동의한다. | |                  |
| 3 | 〈총집편은 이제 싫어〉(総集編はもういやだ Sōshūhen wa Mō Iya da[*])                                                                   | 2014년 10월 23일 |
| 총작화감독 이구치 유카는 제 4화를 리테이크 하는 것에 대해서 감동을 받고, 리테이크 일을 시작하기로 마음먹는다. 나중에, 아오이는 제 4화와 9화에 대한 엄청난 일에 직면하게 된다. 완료된 장면을 확인한 뒤, 그녀는 제 9화에 해당되는 키 프레임을 야마나 마사시에게 연출 확인을 위해 보내는데, 그는 아오이에게 아침 일찍 일어나서 아직 배달되지 않은 원화를 확인할 수 있도록 일찍 깨워 달라고 부탁한다. 아오이는 그런 다음에, 그 원화를 총작화감독 오가사와라 린코에게 전해준다. 린코가 원화를확인한 후, 아오이는 그 원화를 동화검사 담당 도모토 치에미에게 넘겨주는데, 컷 중 하나를 실수로 카메라부에 넘겨버렸다는 것을 알아서 그것을 되찾아오게 된다. 나중에, 원화 중 하나가 스튜디오로 배달되지 않았다는 것을 알게 되었다. 아오이는 프리랜서 키 애니메이터 키사 미츠히데에게 전화하여 원화를 마무리하라고 도촉한다. 그가 작업을 시작하기는 했지만 너무 게을러서 작업은 지연되고 만다. 마지막에, 아직 도착하지 않았던 원화가 도로 공사 때문에 길이 막혀서 택배 차량이 오지 못해서 배달이 지연되게 된다. 제 4화를 납품하기 하루 전에, 스튜디오의 FTP 서버에 문제가 생겨서 코모로 스튜디오에 외주를 맡긴 색지정 데이터를 받지 못하게 된다. 아오이는 살짝 충격에 빠졌지만 동료 제작진행 야노 에리카가 아오이를 안심시킨다. 결국, 전 직원이 협심하였고 제 4화는 제시간에 도책했고, 리테이크도 잘 받아서 제시간에 제 4화를 납품하게 된다. | |                  |
| 4 | 〈나 실수해버렸어〉(私ゃ失敗こいちまってさ Watasha Shippai Koichimatte sa[*])                                                         | 2014년 10월 30일 |
| 시즈카가 프로이센 스튜디오에서 첫 오디션을 볼 때, 유명 성우 소우마 리나와 경쟁하게 되어서 매우 긴장하게 되고, 오디션도 매우 떨린 상태로 봐서 중간에 말을 더듬게 된다. 반면, 아오이는 엄마로부터 전화를 받는데, 이야기는 어떤 내용인지 잘 모르겠지만 아오이가 일을 한 '엑소더스!'가 TV 방영이 되자 이를 축하해 주면서, 아버지 또한 감동을 받았다고 전해준다. 아오이는 이어서 아오이, 에마, 시즈카, 미사, 미도리가 애니메이션 동호회에서 만든 애니메이션 '신불혼효 일곱신'의 장면을 회상하게 된다. 이 다섯 명은 만나서, 서로에게 감동은 받지 않았지만 각자의 위치에서 애니메이션 일을 하고 있는 것을 자랑스러워한다. 다음 날, 아오이, 에마, 시즈카는 현직 3D CG 담당인 미사와, 각본가를 지망하는 전문대생 미도리를 만나서, 함께 영화를 보고, 공원에 가고, 쇼핑에 간 뒤, 시즈카가 아르바이트를 하는 술집에 가서 술을 마신다. 술을 마시면서 모두들 자신이 일을 하면서 겪은 고충을 늘어놓고, 특히 시즈카는 아직 자신이 중요한 일을 맡아본 적이 전혀 없으며 오디션도 잘 보지 못했음을 한탄한다. 조금 있다, 아오이는 타로에게 도움을 요청하는 전화를 받지만, 자꾸 주제에서 벗어난 이야기만 해서 아오이는 전화를 끊어버린다. 다음 날, 감독 세이이치가 콘티 작업을 전체 분량의 10분의 1만 했고, 원화가 료스케가 타로와 말다툼을 한 뒤에 제 8화 원작을 그만두겠다고 해서 애니메이션 사무실의 분위기가 심각해진다. | |                  |
| 5 | 〈남의 탓만 하는 녀석은 그만둬버려!〉(人のせいにしているようなヤツは辞めちまえ! Hito no Sei ni Shiteiru yōna Yatsu wa Yamechimae![*]) | 2014년 11월 6일  |
| 타로는 료우스케에게 그의 결정을 설득시키려고 하지만 료우스케는 듣기를 거부한다.그 후, 타로는 아오이에게 분노를 쏟아내고, 이오이에게 이러한 상황을 비난하면서 논쟁은 어제 전화한 것에 대한 이유라고 설명한다. 최종화 콘티 제작 스케줄이 대략 한달가량 지연되자 제작 지원팀 부장 혼다 유타카는 감독인 세이이치의 저항에도 세이이치가 콘티 제작을 끝마치도록 하기 위해 세이이치를 창고 안에 있는 철창에 가두게 된다. 타로는 아오이에게 폭발신 원화를 맡고 싶어했던 료스케와 이미 폭발신에 해당하는 CGI를 이미 준비해 둔 3D 감독 시모야나가 유치이로 사이에서 대화를 전달하는 역할로서 관여를 했는데, 료스케가 사람들이 2D보다는 3D를 선호한다고 믿게 해서 제 8화 감독을 그만두게 하는 결과를 낳았다고 아오이에게 설명한다. 이에 불만족한 아오이는 타로에게 상황을 더 잘 다루지 못한 것에 대해서 비난하고 혼다에게 이러한 문제에 대해 말씀드리겠다고 했지만, 타로는 아오이에게 그렇게 하지 말라고 한다. 한편, 세이이치는 그에게 주어진 새로운 작업 환경 하에서 기진맥진하지만 《탱긑탱글 천국》의 발매 이후 애니메이션 감독으로서 한때의 성공적인 경력이 어떻게 추락했는지를 이야기했고, 엑소더스는 6년만에 받게 된 첫 본격적인 애니메이션이라는 것도 밝혔다. 료스케는 그의 동료 히카리 홋타와 함께 술을 마시면서, 료스케는 애니메이터 키타노 사부로우로부터 그 자신이 3D 애니메이터에게 가르치는 법에 대해 배웠고, 사부로우는 이것은 3D가 좋고 나쁜 것에 대한 것이 아니라, 애니메이션의 품질을 끌어올리기 위한 것임을 말해 주었다. 아오이와 에마는 만나서 에마의 집에서 먹는데, 그 때 그들은 어떻게 3D 기술이 지속적으로 애니메이션 제작에 영향을 끼치는지에 대해서 대화를 했는데, 3D 기술은 미사가 진로를 정하는 데에 영향을 끼친 것이다. 타로는 아오이가 혼다에게 이러한 문제를 알려야 한다고 적극 설득했지만 스스로 문제에 대해 정리를 해 보려 한다. 아오이는 여덟 번째 에피소드에서 제 8화의 폭발 장면 다음에 나오는 제 9화의 시작 부분의 원화 작업이 끝난다는 것을 알게 된다. | |                  |
| 6 | 〈이데폰 미야모리 발동편〉(イデポン宮森 発動篇 Idepon Miyamori Hatsudō-hen[*])                                                        | 2014년 11월 13일 |
| 3D 랜더링된 폭발 장면을 보기는 했지만, 료스케는 일에 복귀하기를 거절하면서 사건이 너무 진행되었다고 말한다.타로의 태도에 동요하게 된 아오이는 마침내 료스케와 유이치로 간의 상황을 다루는 것에 대해 실패했다고 혼다 씨에게 보고한다. 혼다는 이 상황에 대해 세이이치에게 보고하기로 결정했지만, 세이이치는 감금 상황에서 탈출해서 애프터레코딩 하는 시간에 몰래 올 수 있었다는 것을 알게 되었다. 한편, 제작 보조 오치아이 타츠야는 친구인 라인 프로듀서 히로아키 호우초우로부터 스디오 카나안에서 일하자는 제안을 받지만, 타츠야는 제안을 거절한다.나중에, 아오이와 에리카는 셀 애니메이션이 3D 애니메이션으로 단계적으로 대체될 가능성에 대해 논의한다.아오이는 3D 애니메이터인 미사로부터 예술적 감각을 배우기 위해 셀 애니메이션에 대해 많이 배울 필요가 있다는 것을 듣게 된다.한편, 시즈카는 오래된 멘토 타테오 마리를 만나서 리사이틀에 초대되는데, 그 곳에서 오디션 사이에 있는 시간을 어떻게 보내야 할 지를 배우게 된다.그 후, 시즈카는 아오이를 불러서 일을 하면서 경험을 쌓는 것이 어렵다는 것을 말하고, 그녀를 안심시킨다.세이이치는 일터로 돌아가기로 마음을 먹고, 그의 일을 마친다.세가와로부터 어떻게 료스케가 아데폰 애니메이션을 보고 영감을 받아서 애니메이터가 되었는지에 대해 듣고 나서, 아오이는 그를 전시회에 초대한다.거기서 그들은 타로와 유이치로를 우연히 만난다.전시회는 료우스케와 유이치로가 그들이 싸웠던 것을 극복하게 했고, 료스케가 직장으로 돌아와 남은 컷을 다 해치우도록 독려해 주었다.일을 다 끝낸 후, 료우스케는 유이치로에게 CG 폭발 장면을 칭찬하면서 자신 스스로가 3D를 다뤄 보면 안 되겠냐고 요청했고, 유이치로 또한 료우스케에게 자신이 만든 3D 모션을 보고 원화가의 의견을 제시해 달라고 부탁을 한다.아오이는 컷을 마친 것에 대해 축하하고, 타로, 에리카, 타츠야는 아오이의 성공과 효율적으로 상황을 다루는 아오이의 능력을 인정한다. | |                  |
| 7 | 〈고양이로 리테이크〉(ネコでリテイク Neko de Riteiku[*])                                                                              | 2014년 11월 20일 |
| 아오이는 무사시노 애니메이션으로 출근할 준비를 했는데, 그녀의 언니 카오리가 집에 온다는 소식을 듣게 된다. 그래서 이후 아오이는 미도리에게 집 열쇠를 맡겨 둔다.무사시노 애니메이션의 아침 조회를 하는 동안, 타츠야는 이번 주를 끝으로 회사를 떠단다고 밝힌다. 타츠야가 떠나는 이유가 개인적 사정이라는 것을 듣고 아오이와 타로는 놀란다.아침조회가 끝난 후 혼다는 에리카에게 타츠야가 맡던 제 7화를 이어 하도록 일을 배분하였고, 타로는 제 12화의 일을 이어서 하도록 했다.그 결과, 아오이는 최종화를 맡게 되는데, 타츠야는 아오이에게 경험을 쌓을 좋은 기회이기에 해 보는 것도 괜찮다고 말한다. 나중에, 아오이는 제 4화의 작화감독인 야마다 마사시애개 타츠야는 결국 스튜디오 카난에 들어오라는 제안을 받아들여서 스튜디오 카난의 최신작 작업을 할 것이라고 듣는다. 최종화의 콘티 작업이 완료되지 않았기 때문에 그는 아오이에게 세이이치의 입장이 되어 보라고 충고한다.한편, 에마는 고양이가 있는 장면을 그리는 데에 문제가 있는데, 속도와 품질 사이의 균형을 맞추는 데에 걱정을 하고 있다.선배 원화가인 스기에 시게루는 에마에게 조언을 주려고 했지만 결국 속도와 품질 간의 균형을 맞추는 것이 더 복잡해진다.그 결과, 아오이, 카오리, 미도리와 함께 어올리는 것 대신에 에마는 밤늦게가지 일하게 된다.아오이의 집에서, 에마의 일에 대해 대화를 나누는 동안 카오리는 아오이와 미도리에게, 천재라는 것에는 장단점이 모두 있다고 경고한다.다음 날, 아오이는 에마가 어제 그린 네 컷 모두가 너무 급하게 한 것 같기 때문에 전부 리테이크 작업을 할 필요가 있다는 것을 알게 된다.이 소식은 에마에게 충격을 주었고, 항상 하던 데로 신경을 써서 원화 작업을 하는 것은 시간이 너무 오래 걸린다는 느낌을 받았기에 그녀 자신은 절대로 좋은 애니메이터가 될 수 없다는 생각을 하기 시작한다.아오이는 에마가 기운을 내도록 노력을 해 봤다. 에마는 아오이에게 미래에 무엇을 할 것인지 묻지만, 아오이는 모른다고 답한다.이에 대한 반응으로, 에마는 자리를 뜬 뒤에, 마음이 상처를 입은 채로 일에 복귀한다. | |                  |
| 8 | 〈널 탓하는 게 아냐〉(責めてるんじゃないからね Semeterun Janai Kara ne[*])                                                            | 2014년 11월 27일 |
| 아오이와 대화를 한 이후에, 에마는 동료 원화가 이구치 유미와 싸운 뒤에 일을 하려 돌아가려고 한다. 그러나, 유미는 에마에게 무언가가 잘못되었다는 것을 알아채고서는 에마에게 "질문을 하면 바보가 되는 것은 한 순간이고, 질문하지 않으면 평생동안 바보가 된다"고 조언해 준다.같은 날에, 미도리와 카오리는 도쿄 여행을 떠난다.미도리는 카오리가 도시에 빠르게 매혹당하고 있다는 것을 알아차렸고, 시골에서 카오리가 직장 생활을 하는 것은 상당히 지루하다는 것을 알게 된다.한편, 에마는 고양이를 그리는 것에서 헤어나오지 못해서 스기에는 에마에게 조언과 동기를 불어넣어주려 했지만, 에마는 그의 조언을 별로 따르고 싶지 않았다.한편, 제작 진행부 전체는 미래의 목표가 무엇인지에 대해서 논의한다.키사의 집으로 운전하는 동안, 아오이는 마음 속에 아무런 꿈이 없는 채 살아가는 유일한 사람으로 보이는 것이 어떤 것인지에 대해 한탄했고, 자신의 인영 미무지와 로로가 반대편 관점이 되어 대화를 하는 것을 상상했다. 키사의 컷을 세가와에게 전해 준 뒤, 아오이는 스튜디오 카난으로 이직하게 된 타츠야 씨에 대해 말하게 되고, 세가와는 에마의 일에 대한 걱정을 한다.에마가 그녀의 컷에 대해서 엄청난 압박을 받기 시작하다 유미는 그녀와 잠시 산책을 하고 오기로 한다.카페에서 뭘 먹으면서 미도리는 각본을 쓰는 것에 대한 야망을 카오리에게 표현한다.한편, 유미는 에마를 지역 공원의 비밀스런 공간으로 데랴가 머리를 비울 수 있도록 하고, 스기에 씨와 린코 씨 역시도 같은 목적을 위해서 여기 온 적이 있다고 밝한다.거기에서, 유미는 자신만의 스타일을 만들기 위해서는 이전에 나왔던 작품을 배껴 볼 필요가 있다는 것을 에마에게 알려주었고, 그들과 잠이 어울렸던 고양이를 통해 에마는 어떻게 고양이의 움직임을 그려낼 것인지에 대한 더 나은 생각을 할 수 있게 된다.에마는 자신의 일에 대해 다시 한 번 동기를 부여받게 되고, 아오이는 미도리, 시즈카, 카오리와 함께 시즈카가 일하는 곳에서 술을 마시게 된다. 거기서 미도리는 언젠가는 이 다섯 명이서 모여서 애니메이션을 만들어보자는 아오이의 약속을 다시 기억하게 된다. 다음 날, 카오리는 집으로 돌아가면서 자신의 일에 최선을 다하겠다고 다짐한다. | |                  |
| 9 | 〈전하고 싶었던 게 뭐라고 생각해?〉(何を伝えたかったんだと思う? Nani o Tsutaetakattan da to Omou?[*])                                 | 2014년 12월 4일  |
| 최종화를 제외하고는 다른 에피소드 전부는 정해진 스케줄에 따라 제작되고 있어서 아오이는 세이이치가 마지막 화 콘티 제작을 다 끝내지 않았다는 점에서 상당한 스트레스를 받는다. 이러한 문제 외에도, 심지어 세이이치가 스토리보드 작업을 일찍 끝내더라도 최종화 납품까지는 한 달 정도만 남았다는 문제도 있다. 또한, 무사시노 애니메이션 사장 마루카와 마사토, 라인 프로듀서 아타나베 슌, 레코드 프로듀서 카츠라기 고타로는 회사가 "제 3 비행 소녀대"라는 유명한 책을 애니메이션으로 만들어 보기로 한다. 한편, 미사는 자신이 다니는 회사 수퍼 미디어 크리에이션 사에서 하는 일이 단지 CG 바퀴 제작이라는 것을 알고서는 살짝 낙담하게 된다. 시즈카는 유명한 애니메이션의 군중 역할을 맡을 수 있게 되었지만 녹음 중에 결국 자신의 열정을 살짝 감출 수 밖에 없는 상황이 닥쳐서 많이 실망하게 된다. 미사는, 미도리와 저녁을 먹으면서 미도리에게 자신의 일이 별로 마음에 들지 않는다고 말했다. 와타나베와 카츠라기는 편집장 한토우 타츠야에게 그들이 애니메이션화를 할 수 있게 해달라고 부탁하지만, 그는 상사와 협의를 할 필요가 있다고 밝혔다. 다음날, 미사는 그녀의 회사 사장인 타테이시 코우이치에게 미래에는 자동차 바퀴 말고 다른 일을 할 수 있을지에 대해 물어보면서, 미래에 친구들과 애니메이션을 만들고 싶다는 소망을 말한다.그는 그녀에게 미래의 자신을 먼저 상상해야 한다면서, 그 목표에 닿기 위해서는 어떤 생각을 가져야 할 지를 생각해보라고 조언한다. 한편, 세이이치는 결말을 바꾸고 싶다는 느낌을 받았다. 그래서 그와 혼다는 각본가 마이타케 시메지와 만난다. 마이타케 씨는 세이이치가 상상력을 다시 발휘할 수 있도록 도와주고, 그가 만족해 할 만한 결말, 경찰에게 쫒기면서도 스테이시는 도쿄 돔에서 성공리에 공연을 마치는 결말을 내놓아준다. 하지만, 엔딩 부분이 바뀌었다는 소식은 아오이에게 추가적인 압박감을 주었는데, 세이이치의 과도한 생각을 행동으로 바꾸어야 하는 사람이 바로 아오이이기 때문이다. | |                  |
| 10 | 〈딱 한 잔만 더〉(あと一杯だけね Ato Ippai dake ne[*])                                                                                | 2014년 12월 11일 |
| 아침 조회 시간동안, 혼다는 세이이치가 콘티 작업을 내일 끝낼 것 같다고 말을 했지만, 최종화를 완성하여 납품할 때까지 단 5주만이 남아 있었는데 작업이 완료되기까지는 이상하게 짧은 시간이다. 나중에, 아오이는 미도리로부터 디젤 기관차에 대해 조사한 내용이 들어 있는 이메일을 받게 되는데, 자신이 일을 하는동안 도움이 되기를 바랬다. 미도리와 아오이가 전화하는 동안, 미도리는 미사가 일터에서 겪고 있는 상황을 말해준다. 마루카와 때문에 사라와 스튜디오의 음향부에 돔브라를 갔다 주려고 했지만, 음향 효과 엔지니어 카와노 토시야스에게 사로잡혀서, 다른 애니메이션을 위한 음향 효과를 만드는 데에 도움을 줄 수 밖에 없었는데 아오이에게 은근히 흥미가 있는 작업이었다. 나중에, 아오이는 다른 여자애들과 함께 아파트에서 저녁을 먹는다. 미사가 직장을 그만두는 것에 대해서 고민을 하고 있을 때, 아오이는 자신이 카와노에게 배운 것에 기반하여, 직장을 그만두기 전에 무엇을 하고 싶은지 생각해 보라고 조언한다. 다음 날 아침, 미사는 사직서를 들고서 타테이시에게 가서, 자신이 CG 산업에 종사하게 된 계기인 이야기가 있는 애니메이션을 만들고 싶다고 밝힌다. 한편, 세이이치는 가까쓰로 최종화 콘티 작업을 끝냈고 혼다는 매우 기뻐했다.아오이는 유이치로에게 스토리보드를 갔다 주면서 미사가 일할 수 있는 다른 CG 회사가 없는지 질문한다. 한편, 혼다는 애니메이션 일을 그만두고 파티시에가 되고 싶다는 소망을 밝혔으며, 세가와는 에마가 컷 작업을 한 것에 대해 축하한다. 곧 최종화 작업 단계에 들어갔는데, 아오이는 세이이치가 에프터레코딩 이후 뒷풀이 장소에 가서 술을 과하게 먹어서 이를 걱정한다. | |                  |
| 11 | 〈원화팔이 소녀〉(原画売りの少女 Genga Uri no Shōjo[*])                                                                               | 2014년 12월 18일 |
| 작업할 컷이 30컷 정도 남아서 아오이는, 유미의 요청에 따라 에마를 포함한 회사의 원화가에게 최종화 장면을 할당하기 시작한다. 그러나, 수십 컷이 아직 남아 있었고, 무사시노 애니메이션에 원화가가 충분하지 않아서 해당 컷들을 작업할 수 있는 회사 밖의 원화가들을 찾으려고 했지만, 다른 스튜디오 역시 자신이 맡은 애니메이션을 작업하느라 바빴다. 아오이는 자칭 아마추어 애니메이터들에게 부탁하는 것을 생각해 보기는 했지만, 에리카는 그렇게 하면 해당 애니메이션 화의 품질이 전체적으로 부족하게 될 것이고, 감독과 애니메이션 책임자들이 해당 컷을 수정해야 하므로 스케줄이 더 지연될 것이라고 경고한다. 잠재적 후보자인 오도데라와의 미팅을 계획해서 아오이는 Born 사에 간다. 그 회사는 아오이가 입사를 하려고 했지만 그 당시 무엇을 하려고 했는지 정확한 생각을 가지고 있지 않았기 때문에 입사가 거절당한 회사이다. 아오이는 Born 사의 사장 이나미 마사히코와 우스꽝스러운 만남을 가진 이후 오노데라와 만날 수 있었지만 자신이 에피소드 감독이 된 계기만을 들을 수 있었다. 다음 날, 아오이와 타로는 무사시노 애니메이션 입사 지원자들의 면접을 도와주게 되었다. 한편, 에리카는 아버지가 병원에 입원하셨고, 자신은 그 걱정을 잊기 위해 일에 매우 열중하게 되었지만, 결국 타로는 그녀를 집으로 데려다 주게 된다.아오이는 에리카가 작업에서 빠져서 애니메이터를 찾아야 한다는 압박감이 더 심해져서, 카츠라기와 다른 애니메이션 종사자와 마작을 두고 있는 와타나베에게 가서 조언을 구하려고 한다. 농담 하이 프로파일 애니메이터, 미츠 아키 칸노을 찾는 것을 제안 Watanbe의 놀이 중 하나 인 마사토 Onoue, 아오이는 심각하게 그를 데려와 그를 찾아 소등하기 만합니다와타나메의 마작 대상 중 한 명인 오누에 마사토는 농담삼아서 매우 능력 좋은 애니메이터 칸노 미츠아키를 소개시켜 주는데, 아오이만이 이것을 진지하게 받아들여서 그를 진짜로 찾아간다. | |                  |
| 12 | 〈엑소더스 크리스마스〉(えくそだす·クリスマス Ekusodasu Kurisumasu[*])                                                                | 2014년 12월 25일 |
| 와나타베, 오노우에, 카츠라기와 그들과 함께 놀던 사람들은 아오이가 과연 칸노에게 갈 것인지에 대해서 대화를 한 뒤에, 제3비행 소녀대를 애니메이션 화 할 무사시노 애니메이션의 계획에 대해서 이야기를 한다.한편 아오이는 칸노와 만나는데, 칸노는 콘티를 읽은 후에 말을 마지막 장면에서 애니메이션으로 그려내는 것은 우스꽝스럽다고 지적을 하고, 이러한 작업을 할 수 있는 애니메이터들도 거의 없다고 말을 한다. 하지만 그는 이어서, 그 장면을 그려낼 수 있는 유일한 사람은 무사시노 애니메이션에 있다고 언급한다. 다음 날 밤, 전체 직원 회의가 열린 상황에서, 와타나베는 원화가의 일을 줄여주기 위해 상대적으로 작업량이 적은 장면으로 대체할 것을 제안한다. 하지만 세이이치와 혼다는 이러한 상황에 대해 항의를 하면서, 그 대안은 그 장면의 의도된 긴장감을 망쳐버릴 것이라고 말을 한다. 아오이는 그 뒤에 칸노가, 모두가 엑소더스!의 장면을 맡을 수 없다고 생각해서 다른 애니메이션을 맡게 된 스기에 씨만이 말이 나오는 장면의 원화를 그릴 수 있다고 말했다고 전했다. 다른 사람들이 동의를 해서, 아오이는 스기에의 집에 가서 일을 맡아달라고 했고, 스기에 씨는 기꺼이 받아들인다. 그는 나머지 스태프들과 대화를 한 뒤에, 에마, 유미, 린코와 다른 원화가들 도움으로 컷들을 더 빨리 끝낼 수 있는 방법으로 작업을 한다. 원화 작업이 거의 끝나갈 때, 에마는 아오이에게, 그 작업이 스기에 씨가 이직은 무엇인가를 할 수 있음을 느끼도록 해 주었다며, 그녀 자신도 스기에 씨가 그린 장면에 영감을 받았다고 목소리를 높였다. 얼마 후, 에리카는 직장으로 복귀를 하고, 가족에 대한 딜레마가 해결된다. 스기에는 아오이에게 다가와서 무사시노 애니메이션에서 원화 작업에 대한 워크숍을 열고 싶다는 의사를 전하면서 아오이에게 일을 할 수 있게 해준 것에 대해서 감사한다. 납품일이 곧 다가오고, 모두들 그 에피소도의 마지막 화까지 작업을 끝낸 이후에, 최종화는 아무런 문제 없이 방영된다. 아오이, 에마, 타로, 에리카, 세이이치, 혼다, 료스케, 유이치로, 린코와 다른 직원들은 축하를 하러 밖에 나간다. 하지만, 스기에는 아오이와 에마가 같이 가자고 한 것을 거절하면서, 집에 돌아가야 할 시간이라고 말을 한다. 와나타베는 늦게 도착했는데, '시로바코'라고 적힌 디스크를 가져와서 아오이에게 선물로 준다. 그 디스크는 재생되고, 모두들 카운트다운에 들어간다. | |                  |

## 방영 목록 (13화 ~ 24화)
| No. | 제목                                                                                        | 방영일자        |
| --- | ------------------------------------------------------------------------------------------- | --------------- |
| 13 | 〈어떤 구름이 좋아요?〉(好きな雲って何ですか? Suki na Kumo tte Nan desu ka?[*])             | 2015년 1월 8일  |
| 새해가 밝았다. 무사시노 애니메이션의 다음 프로젝트는 '제3 비행소녀대'라는 만화를 애니메이션화하는 것이다. 혼다는 무사시노 애니메이션을 퇴사한 상태이고, 에리카는 입원하신 아버지를 옆에서 계속 간병해야 했기 때문에, 와타나베씨는 아오이를 제작 데스크로, 타로를 최고 제작진행으로 임명한다. 아오이 앞에 수많은 책임과 힘든 스케줄이 직면한 상황에서 아오이는 엑소더스에서 했던 것처럼 애니메이션 내용을 막판에 뒤엎는 것을 하지 않겠다는 확신을 세이이치로부터 얻어낸다. 아오이와 세이이치가 린코에게 캐릭터 디자인을 맡아 달라고 부탁을 했으나, 린코는 엑소더스 최종화의 장면을 그린 뒤에 기초적인 애니메이션 기법들을 다시 향상시킬 필요가 있다고 하여 거절하며 캐릭터 디자인으로 유미를 추천했다. 유미는 처음에는 망설였으나 결국 캐릭터 디자인을 맡게 된다. 다음으로, 그 둘은 미술감독 아츠미 유우지와 미팅을 한다. 그 장면에 어떤 구름이 배경에 들어가야 적절할 것인지와 같이 조금 이상한 대화를 한다. 나중에, 무언가 영감을 얻는데 도움이 되지 않을까 해서 아오이는 전투기에 대해 조사를 한다. 미도리가 이러한 아오이를 발견하고선 조사를 도와주겠다고 했다. 미도리는 전투기에 대한 개략적 정보를 정리해서 아오이에게 준다. 한편, 시즈카는 제3소녀 비행대 애니메이션 오디션 소식을 듣는다. 유미와 에마는 린코에게 캐릭터 디자인에 대한 여러 조언들을 듣는다. 한편 세이이치, 카츠라기, 시메지는 애니메이션 제작을 위해 출판사 측과 미팅을 하지만, 편집자 차차와 신스케는 원작자는 미팅에 나오지 않았지만 모든 것이 괜찮다고 해서 미팅은 일찍 끝나버린다. 나중에 아오이와 세이이치, 시메지는 전투기에 대한 조사를 한다. 그들은 아오이에게 미도리가 전투기에 대해 조사를 조금 더 해 달라고 부탁을 했다. 그리고 작품의 마지막 부분을 어떻게 해야 할 것인지 논의한다. |                                                                                             |                 |
| 14 | 〈가차 없는 오디션 회의!〉(仁義なきオーディション会議! Jinginaki Ōdishon Kaigi![*])         | 2015년 1월 15일 |
| 시즈카는 제3 비행소녀대의 오디션을 보게 된다. 한 부분을 연기한 뒤, 시즈카는 다른 캐릭터 역할도 한번 연기를 해 보라고 요청받는다. 한편, 아오이와 세이이치는 유우지와 다시 만나서, 지난 미팅에서 아오이가 물었던 질문에 대해 심사숙고를 한 뒤에 그 프로젝트에 합류하겠다고 한다. 나중에, 새로운 제작진행 히로카 다이스케가 제작 팀에 합류하게 된다. 세이이치는 성우 캐스팅에 참여를 하게 되는데, 몇몇 회의 참석자들이 목소리 연기 외적 요소를 기반으로 불만을 표했으며, 누가 주인공을 맡아야 하는 지에 대한 개인적인 선택을 남에게 강요했다. 차자와는 늦게 도착해서는 대다수의 주요 배역에 대해 재빨리 찬성을 던졌고, 결국, 이 문제는 음향제작 이나나미 요시카즈가 해결을 봤다. 마지막 캐릭터를 정하는 것에 대해서, 시즈카가 오디션을 봤던 배역에서, 세이이치는 시즈카가 그 배역을 맡을 능력이 있다고 생각했지만, 결국에는 더 경험이 많은 성우를 선택하게 된다. 다음 날, 애니 제작 팀은 미도리가 조사한 것에 감명을 받고, 마루카와와 와타나베는 설정 담당으로 이 팀에 들어오라고 제안을 했고, 미도리는 기쁘게 받아들인다. 또한, 미사는 새로 일하게 된 회사에서 CG 애니메이션 시리즈를 만드는 데에 도움을 주게 되었다. 이 소식을 듣지말자, 자신 빼고 모두들 같은 프로젝트를 위해 일하고 있다는 것을 알게 되어 살짝 소외되었다는 느낌을 받게 된다. 나중에, 아오이는 하청 애니메이션 스튜디오로 스튜디오 타이타닉에 가서 이 프로젝트를 도와 달라고 부탁을 한다. 다이스케와 혼다의 도움도 받게 된다. |                                                                                             |                 |
| 15 | 〈이런 그림이면 됩니까?〉(こんな絵でいいんですか? Konna E de Iin desu ka?[*])               | 2015년 1월 22일 |
| 새로운 제작 진행 안도우 츠바키와 사토우 사라를 환영하는 파티에서, 마루카와는 무사시노 애니메이션의 명성은 제3소녀 비행대의 실행에 달려 있다고 말한다. 그 후, 츠바키와 사라는 스태프에 합류하게 되고, 제3소녀 비행대의 결말에 대해 논의하는 미팅을 가진 뒤, 현장 답사를 나가게 된다. 나중에, 세이이치는 그림이 조금 부족하기는 하지만 제1화의 콘티 작업을 마치게 된다. 제1화에 대한 제작이 시작되고, 수줍음 많은 원화가 쿠노기 아이가 첫번째 제작 미팅에 합류를 하게 되는데, 세이이치가 그녀보고 그림을 그리라고 한다. 반면, 츠바키와 사토우는 타로와 가서 키사와 세가와 씨에게 원화를 가져온다. 그 뒤, 애니메이션 감독 담당 유미, 미술 담당 유우지, 색상 담당 신카와 나오, CG 담당 유이치로, 촬영 담당 사쿠라 요시키와 함께 어느 주제에 대한 미팅을 계속 이어나간다. 아오이와 유이치로는 미사의 새로운 직장인 스튜디오 카나분에 방문을 해서 CG 장면 몇몇을 맡아 달라고 사장인 나카가이치 노부아키에게 부탁을 하는데, 나중에 받아들인다. 나중에, 아오이는 츠바키와 사라에게 각각 제4화, 제3화의 제작 진행을 맡기고선, 어떻게 해야 시간을 효율적으로 관리할 수 있는지 조언을 해 준다. 제작이 잘 진행되어 가는 것 같은 순간, 제3 비행소녀대 원작자가 캐릭터 디자인 리테이크를 요구했기 때문에, 와타나베는 아오이보고 모든 제작을 중지해야 한다고 알린다. |                                                                                             |                 |
| 16 | 〈밥상 뒤집기〉(ちゃぶだい返し Chabudai Gaeshi[*])                                          | 2015년 1월 29일 |
| 아오이는 애니메이션 첫 방영까지 세 달밖에 남지 않았지만 캐릭터 관련 제작을 모두 멈추어야 한다는 것을 알린다. 유미는 원작자의 피드백에 맞추어 캐릭터 디자인을 재검토하기 시작한다. 하지만, 원작자가 계속 새로 디자인한 캐릭터를 승인하지 않고 피드백도 모호했기 때문에 캐릭터 디자인을 하는 데에 어려움을 겪게 된다. 원작자와 실제로 만나는 것이 불가능했기 때문에 와타나베는 이미 진행되었던 것을 모두 버리고 처음부터 다시 시작해야 한다고 조언한다. 아오이는, 공원에 있는 유미의 비밀 장소에서 이야기를 나누고, 아오이와 세이이치는 3D나 배경 같이 캐릭터에 영향을 받지 않는 부분에 집중해서 일을 해 나간다. 세이이치는 유이치로와 유우지에게 사실감보다는 감정의 표현이 중요하다는 것을 강조했고, 나중에 아오이에게 이러한 조언은 탱글탱글천국의 발표 후 겪었던 경험으로부터 우러나왔다고 고백한다. 유미는 계속해서 캐릭터 디자인을 고쳐나가는 것을 계속했고, 린코는 세이이치와 와타나베가 유미에게 충분한 도움을 주고 있지 않다고 비판했으며, 그 뒤에 유미, 아오이, 에마를 불러서 그들의 상황을 잘 헤쳐나가도록 조언을 해 준다. 린코는 이어서 자신 또한 캐릭터 디자인이 승인되기 위해서 엄청난 노력을 했으며, 이 노력을 하기 위해 고스로리 복장을 입어서 더 강해지고 자신감도 붙게 되었다고 밝힌다. 린코의 도움으로 유미는 자신의 '갑옷'을 입게 되고, 이어서 더 나은 캐릭터 디자인을 만들어낸다. 한편, 와타나베와 카츠라기는 가까스로 치자와 씨를 붙잡아서 원작자의 허가를 얻으라고 압박하고, 결국 애니메이션 제작은 재개된다. |                                                                                             |                 |
| 17 | 〈제가 어디 있는 걸까요?〉(私どこにいるんでしょうか... Watashi Doko ni Irun deshō ka...[*]) | 2015년 2월 5일  |
| 제3 소녀비행대가 애니메이션화가 된다는 것이 발표되기는 했지만 오타쿠들은 냉소적 반응을 보였다. 혼다는 무사시노 애니메이션에 케이크를 들고 나타나서 모두들 시선 집중을 했고, 살이 많이 빠진 모습에 놀란다. 나중에, 아오이와 세이이치는 유우지 씨와 미술 미팅을 했는데, 배경 장면은 다른 미술 감독인 오오쿠라 마사히로 씨에게 맡기기로 한다. 한편, 치자와 씨로부터 갑자기 만화 페스티벌을 위해 2주 내로 홍보 비디오를 제작해 달라는 연락이 왔다. 따라서 몇몇 컷들을 최대한 빨리 완성시켜야 하는 상황이 되었다. 츠바키와 사라는 결과물을 어쩌어찌 내는 상황이다. 스기에 씨는 에마와 아이가 좀 친해진 것 같다는 느낌을 받는다. 미사는 자신이 CG 바퀴 작업을 하는 것이 특기라는 것을 알게 되었다. 시즈카는, 어린이 연극 공연의 목소리를 담당했는데, 배우 담당이 오지 않아서 몸동작과 목소리 내기를 한꺼번에 하게 된다. 나중에, 아오이와 에마, 시즈카, 미사, 미도리는 미도리가 일하는 곳에서 만난다. 그 곳에서, 시즈카와 미사는 자신들이 그동안 깨닫게 된 것들을 말해준다. 홍보용 비디오 제작이 계속되는 상황에서, 아오이는 히라오카가 자주 지각을 하고, 아침 조회를 빼 먹는 것에 대해서 한 소리를 한다. 그리고 나서, 아오이는 원화를 회수하고 오는 길에 길을 잃어버린 츠바키와 사라를 도와야 하는 상황에 맞닥뜨린다. 그들이 무사시노 애니메이션으로 다시 돌아온 뒤, 아오이는 신입 제작 진행으로서 자신이 어떤 경험을 했는지 들려주면서 마음을 편하게 해 준다. 이번 주 말에, 홍보 비디오는 겨우 제시간에 제작이 완료되었고 모여서 그것을 한번 본다. |                                                                                             |                 |
| 18 | 〈날 속였구나!〉(俺をはめやがったな! Ore o Hameyagatta na![*])                              | 2015년 2월 12일 |
| 아오이, 세이이치와 카츠라기는 이나나미와 만나서 제3 비행소녀대 녹음을 시작하게 된다. 녹음하는 동안, 직원들은 주인공 성우 스즈키 쿄코가 자신의 목소리 연기를 잘 하기 위해 엄청난 노력을 하기는 하는데 생각대로 잘 안 되는 것 같은 느낌을 받았다. 나중에 그녀가 연기를 좀 더 자연스럽게 할 수 있도록 도움을 준다. 그 후, 아오이는 오오쿠라 씨를 술집에서 만나서 특정한 배경을 그려 달라고 부탁을 드리는데, 술에 찌들고 취해서 망설임 없이 하겠다고 한다. 아오이는 그런 다음에 스튜디오 타이타닉에 제 5화의 원화작업이 어느 정도 되었는지 연락을 줬는데 아직 반 밖에 못 끝내서 무사시노 애니메이션에 보내줄 수 없다는 답을 얻었다. 다음 날, 아오이와 유우지는 오오쿠라 씨를 만나는데 어제 아오이를 만난 것도 까맣게 잊어버리고 첫머리에 부탁을 거절하면서, 2D 대신 3D를 사용하는 것에 대해서 환멸을 느낀다고 한다. 아오이가 마루카와 씨가 그와 같이 일해서 기뻤다는 메시지를 전한 이후에야 겨우 마음을 바꾼다. 나중에, 무사시노 애니메이션은 제 5화에 대한 원화를 받지만 연출 체크가 제대로 되지 않은 문제를 발견한다. 제 5화 연출인 야쿠시데라 자루요시와 긴급 미팅을 하면서, 그가 연출 체크한 원화에 여러 문제가 있다고 따진다. 그는 마지못해 하기로 동의하지만, 자리를 뜨면서 세이이치를 욕한다. 아오이는 나중에 야쿠시데라 씨가 갑자기 일을 관둔 것을 알게 된다. 대체할 연출이 필요해서 아오이는 스트레스를 받지만 에리카가 스튜디오로 돌아와서 한 숨 놓게 된다. |                                                                                             |                 |
| 19 | 〈낚이세요?〉(釣れますか? Tsuremasu ka?[*])                                                 | 2015년 2월 19일 |
| 20 | 〈노력하겠머스탱!〉(がんばりマスタング! Ganbari-Masutangu![*])                              | 2015년 2월 26일 |
| 21 | 〈퀄리티를 인질로 삼지 마〉(クオリティを人質にすんな Kuoriti o Hitojichi ni Sunna[*])       | 2015년 3월 5일  |
| 22 | 〈노아는 속옷이죠〉(ノアは下着です. Noa wa Shitagi desu.[*])                                | 2015년 3월 12일 |
| 23 | 〈속 밥상 뒤집기〉(続・ちゃぶだい返し Zoku Chabudai Gaeshi[*])                              | 2015년 3월 19일 |
| 24 | 〈머나멀었던 납품〉(遠すぎた納品 Tōsugita Nōhin[*])                                         | 2015년 3월 27일 |

## 방영 목록 (OVA)
| No. | 제목 | 방영일자        |
| --- | --- | --------------- |
| 1   | 〈엑소더스! 에피소드 1 : 도쿄 나가기〉(『えくそだすっ！』第1話 出トーキョー Ekusodasu! Dai-ichi-wa De-Tōkyō[*]) | 2015년 2월 25일 |
| 2   | 〈제3 비행소녀대 에피소드 1〉(『第三飛行少女隊』第1話 Dai-san Hikō Shōjo-tai Dai-ichi-wa[*])                    | 2015년 6월 25일 |

## 같이 보기
- 시로바코